# Kínai filozófia
Három hagyományos kínai filozófiai iskolát tartunk számon: a taoizmust, a konfucianizmust és a buddhizmust.

## Taoizmus

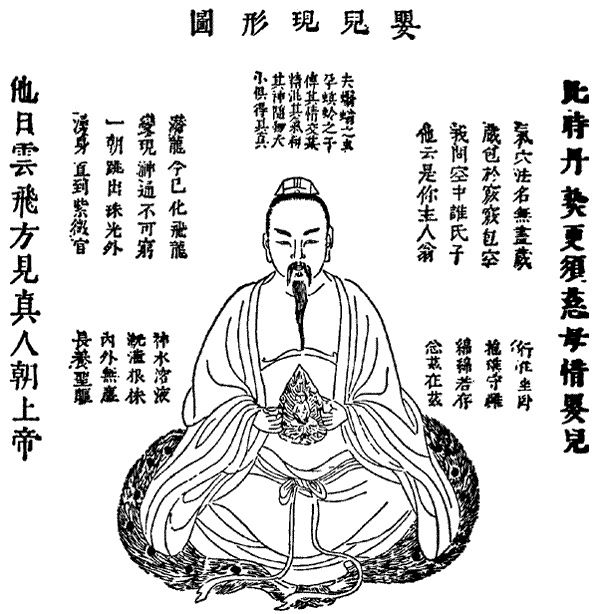
Taoista kép

A taoizmus klasszikus könyve a Tao-tö-king (Daodejing), vagyis az Út és Erény könyve (i. e. 5-3. sz.), amelyet Lao-ce (Laozi)nek tulajdonítanak, aki a hagyomány szerint egy határőrnek összegezte szóban a tanításainak a lényegét. Ez az a könyv, amelynek tollba mondásával a taoizmus mestere összefoglalta a tan kínai hagyományát, és könnyen megjegyezhető formában összegezte azt.
A könyv legfontosabb tanítása a követendő útnak, a tao (dao)-nak a megismerése. A könyvnek nincsen szigoróan véve vallásos tartalma, hanem az embert körülvevő világ törvényszerűségeit foglalja össze. Természetesen maga a tao egy vallási fogalom, ezért a könyvet a taoista vallás egyik alapművének tartják. A taoizmus legfontosabb tanítása a természet erőivel harmóniában együttműködő emberi lét szükségessége.
A „helyes út” a természettörvény felfedezése, a természetes és követendő út kifejezése. A tao (dao) mindenekelőtt az örökké mozgó, változó világ végső egységének az elve. A tao (dao) , ahogy a mű jellemzi, névtelen, mert minden név valamilyen meghatározott létezőt jelöl meg, s a tao (dao), mint a mindenek felett uralkodó elv, nem határozható meg valamiféle létező dologként. Minden különbségen túl megtalálható egység, az individuális élet és a természet útja: „Az ember zsinórmértéke a föld, a földé az ég, az égé a tao (dao), a tao (dao) mértéke önmaga.”
A könyv első fele a tao (dao)val, az út-tal, ösvény-nyel foglalkozik (I-XXXVII.), a könyv második fele pedig a te (de)vel (te=erény) (XXXVIII- LXXXI.).
A harmadik szótag a „könyv” jelentésű csing (jing) szó eredetileg zsinórmértéket jelentett, előkelő rangot az udvarban: azzal a feladattal, hogy a kínai civilizációt jelentő várfal dőlésszögét, a merőlegest kimérje, azaz a biztonság irányát jelentse a számításokban és az idézetekben egyaránt.
A tao (dao)-val való együttműködés voltaképp a békesség megalapozója, a „harc nélküli harc” elvének az életben alkalmazott iránymutatója, megteremtője: „Aki tao (dao)val szolgálja az emberek urát, az nem igázza le hadsereggel az égalattit, hiszen ez a tette könnyen ellene fordulhat. Mert amerre hadsereg járt, csak tüske és tövisbozót terem, s a nagy háborúk nyomában mindig ínséges esztendők járnak. Az igazán jó hadvezér célhoz ér és megállapodik, s nem vetemedik arra, hogy erőszakot alkalmazzon. Célhoz ér, de nem emeli fel magát; célhoz ér, de nem dicsőíti magát; célhoz ér, de nem kevélykedik; célhoz ér, de csak azért, mert nem tehet mást; célhoz ér, de nem alkalmaz erőszakot”. A tao (dao) a békés élet alapfeltétele: „A remek fegyverek: a szerencsétlenség eszközei. A létezők (vu (wu)) mind gyűlölik ezeket, az tehát aki, a taó (daó)t birtokolja nem él velük”.

## Konfucianizmus

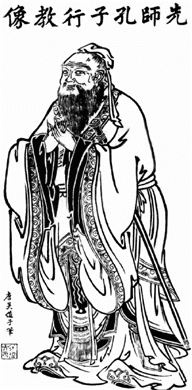
Konfuciusz

A konfucius tanítás, Konfuciusz (Kr. e. 551-479) tanításán alapszik. Konfuciusz semmit sem írt, mondásait halála után jegyezték fel dialógusok formájában. Leghíresebb műve a Beszélgetések és mondások, amely a mester és tanítványainak beszélgetését tartalmazza 20 fejezetben. Bölcselete kifejezetten etikai, Konfuciusz mindig elhárította, hogy metafizikai kérdésekkel foglalkozzék. Gondolatai a konkrét életre az emberre összpontosulnak. Fő célja egy zavarmentes állam elvének megalkotása.
Az ember alapvető erényei: emberség, becsületesség, illendőség, bölcsesség, lojalitás. Ezen erények az alapvető viszonyokban jelennek meg mint: úr és szolga, apa és fiú, férj és feleség, barát és barát.
A konfucianizmus a tökéletes, a lelkiekben nemes ember ideálját helyezi előtérbe. Csak ilyen emberből lehet kormányzó.
Konfuciusz a nemes emberrel mindig szembeállította a kicsinyes, alantas embert. De neveléssel mindenki számára elérhető a tökéletes állapot. Hisz az ember születésekor már rendelkezik az erény alapjaival, csak kell segíteni neki, hogy kibontakozzon.
A konfucianizmusnak összesen 13 klasszikus szent könyve van. Közülük 9 alap- vagy főmunka a legnagyobb jelentőségű, ezeknek ismeretét Kínában kötelezővé tették minden írástudó és művelt ember számára. E 9 mű: az Öt klasszikus és a Négy könyv. A Négy könyv foglalja magába a konfucianizmus megalapítóinak nevéhez fűzött legfontosabb műveket: Beszélgetések és mondások, Meng-ce (Mengzi),A nagy tanítás és a A közép mozdulatlansága.

## Buddhizmus
A buddhizmus az ókori Indiában alakult ki, megalapítójának a Sákja nemzetségbeli indiai fejedelem fiát Gótama Sziddhárthát tartják, aki megvilágosodását követően, Buddhává válva hirdetni kezdte tanításait.
A buddhizmus i. sz. 50 körül jelent meg Kínában, s az elkövetkező száz év során Indiából és Közép-Ázsiából buddhista szerzetesek érkeztek és telepedtek meg itt. Ez az időszak a Han-dinasztia hanyatló korszaka volt, amikor a társadalmi, gazdasági és politikai válság jó termőtalaja volt az új vallásnak. Az elmúlt évszázadok alatt a kínai buddhizmus némiképpen átalakult, és az eredeti kínai természetvallásokkal elegyedve újabb vallási irányzatok alapjává vált.

## Egyéb filozófiai irányzatok

### Legizmus
A legizmus (kínaiul: 法家; pinjin (pinyin): fǎjiā; magyar népszerű: fa-csia) a kínai filozófiai iskolák egyik jelentős irányzata, amely a Hadakozó fejedelemségek idején, az i. e. 4. században alakult ki. A legizmusnak nem volt egy, név szerint ismert megalkotója. Jelentősége abban áll, hogy elsőként vetette el mind a konfuciánus és motista rítusokat és erény-koncepciót, mind a taoista spontaneitás-fogalmat, továbbá általában a merev hagyományokra épülő államhatalmat. A legizmus alapvető célja az volt, hogy az állam kormányzását egy objektív (nem személy-, érdek- vagy szokás-függő) mérce alapján valósítsa meg, amelyből az egyén – az uralkodót is beleértve – szubjektív szempontjait teljesen száműzik, és helyette egy objektivitásra törő írott törvénygyűjtemény és egy hatékonyan működő intézményrendszer váljon a kormányzás alapjává.

### Motizmus
Megalapítása a Hadakozó fejedelemségek idején élt és működött Mo mester (Miciusz; i. e. 470 – kb. i. e. 391) és tanítványai, követői nevéhez köthető.

## Bibliográfia
- Kínai filozófia. Ókor, I-III., szöveggyűjtemény, (fordította: Tőkei Ferenc), Akadémiai Kiadó, Budapest, 1964
- Ecsedy Ildikó: Lao-ce; In: 33 Híres Bölcseleti Mű. Móra Könyvkiadó, 1995
- Filozófiai Atlasz, Atheneum Kiadó, 1999
- Fung Yu-lan: A kínai filozófia rövid története; szerk. Derk Bodde, ford. Antóni Csaba; Osiris, Bp., 2003 (Historia philosophiae) elektronikus elérhetőségː